# Серата (Сібіу)
Серата (рум. Sărata) — село у повіті Сібіу в Румунії. Входить до складу комуни Порумбаку-де-Жос.
Село розташоване на відстані 191 км на північний захід від Бухареста, 28 км на схід від Сібіу, 134 км на південний схід від Клуж-Напоки, 86 км на захід від Брашова.

## Населення
За даними перепису населення 2002 року у селі проживали 400 осіб.
Національний склад населення села:
| Національність | Кількість осіб | Відсоток |
| -------------- | -------------- | -------- |
| румуни         | 386            | 96,5%    |
| угорці         | 12             | 3,0%     |

Рідною мовою назвали:
| Мова      | Кількість осіб | Відсоток |
| --------- | -------------- | -------- |
| румунська | 392            | 98,0%    |
| угорська  | 6              | 1,5%     |